# Acrocercops caementosa
Acrocercops caementosa là một loài bướm đêm thuộc họ Gracillariidae. Nó được tìm thấy ở Peru. Nó được miêu tả bởi E. Meyrick năm 1915.